# United Free Church of Scotland
Die United Free Church of Scotland (Vereinigte Freikirche von Schottland, UFC) ist eine presbyterianische Freikirche in Schottland.

## 1900 bis 1929
Die United Free Church of Scotland entstand 1900 durch den Zusammenschluss der überwiegenden Mehrheit der Free Church of Scotland mit der United Presbyterian Church of Scotland und umfasste in dieser Zeit über 1600 Gemeinden mit etwa einer halben Million Mitgliedern. Sie war damit nach der Church of Scotland (CoS) die zweitgrößte protestantische Kirche im Lande. Nach Verhandlungen schlossen sich die UFC und die CoS 1929 zusammen.

## 1929 bis heute
Eine kleine Minderheit der United Free Church of Scotland unter der Führung des Pastors und Labour-Abgeordneten James Barr, welche das Prinzip einer Staatskirche oder staatlich privilegierten Kirche ablehnte, widersetzte sich der Vereinigung beider Kirchen und blieb selbständig. Die sich zunächst bis 1934 United Free Church (Continuing) nennende Kirche umfasste bei ihrer Gründung ca. 14.000 Mitglieder und wuchs bis Mitte der 1950er Jahre. 1929 führte sie als erste presbyterianische Kirche in Schottland die Frauenordination ein, 1935 wurde mit Elizabeth Barr die erste Frau Pastorin der UFC.
Die United Free Church of Scotland umfasst heute rund 75 Gemeinden und ist Mitglied der Weltgemeinschaft Reformierter Kirchen, des Ökumenischen Rats der Kirchen und der Gemeinschaft Evangelischer Kirchen in Europa.